# Nicolas Vinokoerov
Nicolas Vinokoerov (Kazachs: Николас Винокуров; Nice, 7 juli 2002) is een Kazachs wielrenner die in 2024 prof werd bij Astana Qazaqstan Team, waar zijn vader Aleksandr de algemeen manager is. Zijn tweelingbroer Aleksandr is ook wielrenner.

## Carrière
Als eerstejaars junior werd Vinokoerov tweede op het nationale kampioenschap op de weg in 2019.
In 2022 won Vinokoerov het nationale kampioenschap op de weg voor beloften. Die titel prolongeerde hij het jaar erna.
In 2024 werd Vinokoerov prof door de overstap te maken van de opleidingsploeg naar de hoofdmacht van Astana Qazaqstan. In mei nam hij, namens de opleidingsploeg, deel aan de Ronde van Japan. In de vijfde etappe won hij met een kleine voorsprong op zijn ploeggenote Davide Toneatti.

## Overwinningen
2022
 Kazachs kampioen op de weg, Beloften
2023
 Kazachs kampioen op de weg, Beloften
Jongerenklassement Ronde van Van
2024
5e etappe Ronde van Japan
Jongerenklassement Ronde van Japan
2025
Bergklassement Ronde van Oostenrijk

### Resultaten in voornaamste wedstrijden
| Jaar | Ronde van Italië | Ronde van Frankrijk | Ronde van Spanje |
| ---- | ---------------- | ------------------- | ---------------- |
| 2024 |                  |                     | 128e             |
| 2025 |                  |                     |                  |

| Jaar | Milaan-San Remo |
| ---- | --------------- |
| 2024 |                 |
| 2025 | 143e            |

## Ploegen
- 2021 –  Vino-Astana Motors (stagiair vanaf 1 augustus)
- 2022 –  Astana Qazaqstan Development Team
- 2023 –  Astana Qazaqstan Development Team
- 2024 –  Astana Qazaqstan Team
- 2025 –  XDS Astana Team

Ballerini · Battistella · Bettiol (vanf 15/8) · Bol · Brusenskii · Cavendish · Charmig · Fjodorov · Fortunato · Garofoli · Gazzoli · Giditş · Groezdev · Kanter · Koezmin · López · Loetsenko · Maroechin · Mulubrhan · Mørkøv · Pronskii · Scaroni · Schelling · Selig · Syritsa · Tejada · Tsjzjan · Umba · Velasco · Vinokoerov · Goyo (stagiair) · Smirnov (stagiair) · Trezise (stagiair)